# Ребула
Ребула, Ребулас (др.-греч. Ρηβούλας) — одрис, известный из афинского декрета IV века до н. э.
О «Ребуле, сыне Севта и брате Котиса» сообщается в частично сохранившемся афинском декрете, найденном у подножия Акрополя и датированном около 330 годом до н. э. На нём размещены изображение богини Афины и мужчины с фиалом — возможно, самого Ребулы. Исследователи высказывают различные версии относительно его личности. Некоторые учёные, в том числе М. Тачева, И. Лазаренко, М. Манов полагают, что Ребула являлся сыном Севта III. При этом от более раннего брака, чем заключенного с Береникой. По замечанию П. Делева, такая гипотеза не объясняет убедительно использование слов «брат Котиса». Делев находит разумным более раннее по времени предположение А. Хьока, что отцом Ребулы был Севт II, а братом — Котис I, и считает, что декрет появился на свет в период возобновления взаимоотношений Одрисского царства с Афинами. В это время родившийся в начале IV века до н. э. Ребула мог осуществлять дипломатическую миссию в Аттике. Возможно, он являлся претендентом на царский титул или его фактическим держателем. Также Делев не исключает, что Ребула мог быть отцом Севта III. По мнению М. Манова, не согласившегося с позицией А Фола, Ребула был отправлен своим отцом в Афины не с целью, направленной против Македонии, а для изучения греческого языка и для того, чтобы не подвергаться опасностям на родине. В Аттике Ребула женился и оказался вовлечённым в политическую жизнь, потому его имя и стало обозначенным в декрете как получившего афинское гражданство. К. А. Анисимов полагает, что Ребула был сыном Севта I, а его братом помимо Котиса был Гебридзельм. И. К. Сидопулос отметил, что в любом случае Ребула являлся членом одрисского царского дома и оказанные ему почести не были случайными.